# Przyjeżdża orkiestra
Przyjeżdża orkiestra (hebr. ביקור התזמורת, trb. Bikur Ha-Tizmoret; arab. اللقاء الأخير, trb. Al-liqā‘ ’al-akhīr) – izraelsko-francusko-amerykański komediodramat filmowy z 2007 roku w reżyserii Erana Kolirina. 
Film zdobył wiele prestiżowych nagród, w tym trzy w sekcji Un Certain Regard na 60. MFF w Cannes, dwie Europejskie Nagrody Filmowe (dla najlepszego aktora Sassona Gabai i dla odkrycia roku) oraz osiem nagród Izraelskiej Akademii Filmowej. Widzowie Warszawskiego Międzynarodowego Festiwalu Filmowego przyznali mu nagrodę publiczności.

## Fabuła
Egipska orkiestra policyjna z Aleksandrii przybywa do Izraela, aby zagrać na uroczystym otwarciu Centrum Sztuki Arabskiej w mieście Petach Tikwa. Nikt jednak nie czeka na nich na lotnisku, więc muzycy postanawiają dotrzeć tam sami. W wyniku pomyłki trafiają do małego izraelskiego miasteczka na pustyni.